# Forn de Can Torres
Forn de Can Torres és una obra de Súria (Bages) protegida com a Bé Cultural d'Interès Local.

## Descripció
Forn de ceràmica de planta rectangular amb les parets de forma troncopiramidal, fetes a l'exterior amb blocs de pedra i farcides amb terra entre elles. Interiorment es troba dividit en dos nivells, la part superior entesa com la cambra de cocció i la part inferior, la fogaina.